# Конные пробеги

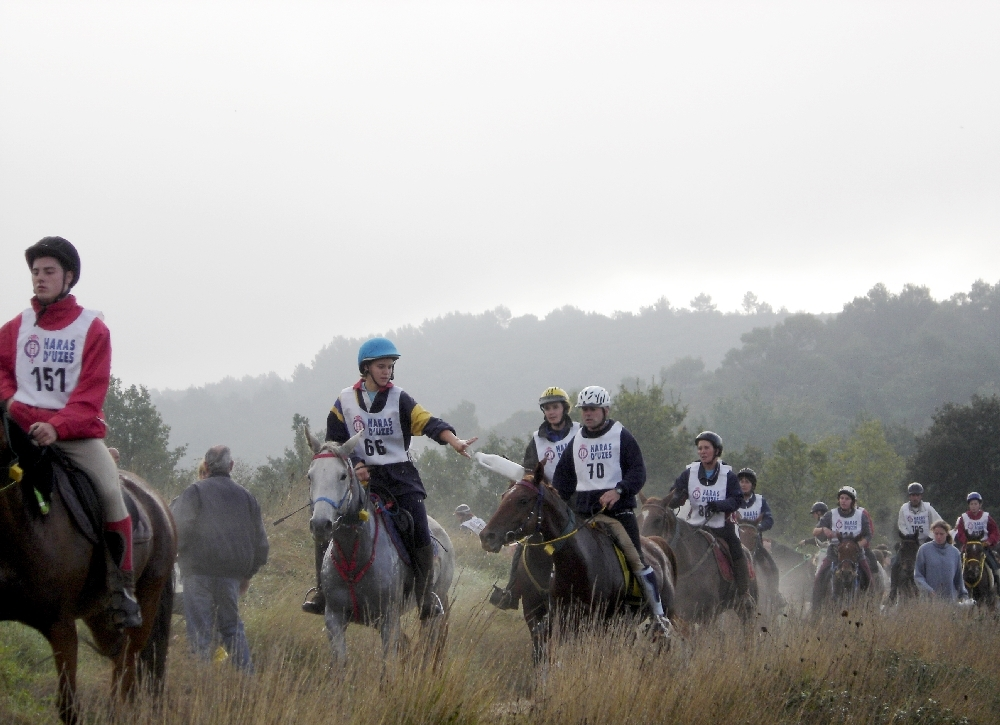

Пробеги (или дистанционные конные пробеги) — это группа дисциплин конного спорта, в которой первенство определяется по лучшему времени прохождения дистанции спортсменом на лошади при условии сохранения в норме её физиологических показателей.

## Условия дисциплины
Конные пробеги направлены на развитие дистанционной выносливости лошади и умения всадника правильно рассчитать физические возможности лошади на дистанции.
Соревнования по пробегам проводятся в естественных природных условиях, на специально размеченной трассе, с измерением времени прохождения дистанции и с проведением ветеринарного контроля лошади в течение всего соревнования.
Конные пробеги в России проводятся на дистанциях до 160 км в день.
В рамках соревнования по пробегам может проводиться конкурс на лучшее состояние лошади (Best Condition).
Правила соревнований по пробегам значительно различаются в разных странах. Например, в ЮАР на соревнованиях по конным пробегам применяют особую систему гандикапов не только по весу всадника, но и по скорости, что позволяет уравнять шансы спортсменов. Во Франции в национальном регламенте прописано более десяти вариантов «клубных» пробегов (от дистанции 10 км со ограничением средней скорости 6-8 км/ч до 60 км со скоростью 12-15 км/ч) и несколько вариантов «любительских» пробегов (от дистанции 20 км со скоростью 12-15 км/ч до дистанции 160 км без ограничения скорости). В США также популярны неформальные соревнования по конным пробегам без учёта времени, где оценивается в баллах сложность естественных преград, преодолённых всадниками на маршруте .
В Федерации конного спорта России периодически проводится работа по приведению национальных правил по конным пробегам в соответствие с правилами Международной федерации конного спорта (International Federation for Equestrian Sports - FEI).
В соревнованиях могут участвовать лошади любых пород, однако в пробегах высокого уровня (мировых чемпионатах, чемпионатах Европы и др.) доминируют лошади арабской породы благодаря природной выносливости и особенностям селекционной работы. Также большой популярностью пользуются англо-арабские помеси, показывающие высокую скорость в пробегах.

### Особенности квалификационных пробегов
- время прохождения промежуточных этапов останавливается в момент вхождения лошади в зону ветконтроля, исходя из этого времени рассчитывается скорость на этапе;
- время прохождения заключительного этапа останавливается в момент пересечения финишной черты;
- определение победителей и классификация участников осуществляется по лучшему (наименьшему) времени прохождения всей дистанции при условии успешного прохождения заключительной ветеринарной инспекции[1].
- исключительно для набора квалификаций к международным соревнованиям средняя скорость на промежуточных этапах рассчитывается не по времени входа на ветконтроль, а по времени пересечения линии промежуточного финиша, и не должна превышать 16 км/ч на каждом этапе.

## История конных пробегов
Считается, что конные пробеги берут начало в Аравии, где кочевники бедуины, обнаружив, что лошади в пустыне могут передвигаться резвее верблюдов, стали испытывать арабских скакунов в гонках. Позже в других странах пробеги стали использовать в качестве важного элемента подготовки кавалерии.
В дореволюционной России пробеги были одним из распространённых видов армейских соревнований. Замечательный пример выносливости местной амурской лошади был показан в пробеге 1890 г., совершённом казачьим сотником Пешковым, который на мерине Серко проехал 8862 км от Благовещенска на Амуре до Петербурга за 193 дня. В 1895 г. другой казачий офицер в пробеге из Петербурга в Читу 7009 км преодолел за 112 дней. В 1899 г. корнет Асеев проехал верхом из Лубен (Полтавской губернии) в Париж. Для пробега он использовал двух кобыл, на которых ехал поочередно. В среднем они проходили около 88 км в сутки, причём в последнем переходе непосредственно перед Парижем было пройдено 110 км.
В СССР уже в первые послереволюционные годы широко практиковались скоростные пробеги на 100 км, в которых наряду с другими всадниками принимали участие выдающиеся советские военачальники С. М. Будённый и К. Е. Ворошилов. В 1931 г. на улучшенной кабардинской кобыле Азе в 100-километровом пробеге было показано отличное время — 4 часа 25 мин. В максимальных суточных пробегах до Великой Отечественной войны лучший результат был показан М. Ф. Моисеевым-Черкасским, который за 23 часа 30 мин. преодолел верхом расстояние 252 км.
17-18 августа 1946 г. был проведён 200-километровый конный пробег по маршруту: Сальск — Ростов. В этом групповом пробеге участвовали жеребцы-производители Конезавода им. С.М.Будённого: шестилетний Брест (донской на 3/4) и пятилетние Заряд (донской), Сингапур (донской на 3/4) и Задор (донской).  "Заряд был не кован, Сингапур и Брест - кованы только на передок, Задор был кован кругом".
"Весь маршрут был пройден за 24 часа 15 минут, из коих 18 час. 25 мин. ходовых", остальное - время отдыха. "Через 3 часа после пробега был сделан контрольный галоп на 2 км за вожаком ... за 4 мин. 50 сек. с удовлетворительными показателями всех лошадей. Пробег происходил в условиях погоды: температура воздуха +30 при слабом сухом восточном ветре, попутном движению.... Во время пробега на привалах лошади подвергались клиническому осмотру и имели данные (пульс, дыхание, температура), не препятствующие дальнейшему движению".
Следует отметить, что чистопородный донской жеребец Заряд ранее в одиночку уже проходил эту дистанцию (за 16 дней до группового пробега) и преодолел её за 23 часа при 5 часах отдыха. Таким образом, и одиночный, и групповой пробеги продемонстрировали отличные спортивные качества жеребцов-производителей Конезавода им. С.М.Будённого, преодолевших 200 км со средней скоростью 11 км/ч.
В 1947 г. в Казахстане (Урдинский конный завод) был проведён максимальный суточный пробег, в котором участники соревновались на донских и помесных казахских лошадях. Всадник, занявший первое место (281,9 км), ехал на англо-казахском мерине Катке. Пробег проходил на рысистом аллюре, причём через каждый час участники останавливались на 5-10 минут.
В 1948 г. в Урдинском конном заводе на донских жеребцах Зажиме и Кагале и англо-казахском Талисмане в суточном пробеге было пройдено 283,5 км, а на следующий год на помесном жеребце Сайгаке рекорд был улучшен до 301,2 км.
В 1950 г. в конном заводе «Дегерес» (Алма-Атинская область) в суточном пробеге участвовало 11 всадников на донских, будённовских и англо-казахских жеребцах; из них 8 прошли 305 км, один 272 км, один 242 км и один всадник выбыл до конца соревнований из-за случайной хромоты лошади. Примечательно, что победители пробега донские жеребцы Бандурист и Добрый на следующий день прошли еще 130 км, возвращаясь в своё хозяйство — Курдайский конный завод.
В том же году на жеребцах будённовской породы Заносе и Брев Бое из конного завода им. С. М. Будённого преодолено соответственно 309 и 304 км, а в 1951 г. в конном заводе «Дегерес» на доно-текино-казахском жеребце Зените все прежние достижения были улучшены, и в суточном пробеге (20 часов в движении, 4 часа отдых) было пройдено рекордное расстояние 311,6 км.
В 1951 г. для выяснения максимальной выносливости лошадей в конных заводах Ростовской области был проведён многодневный пробег без днёвок, в котором участвовали всадники на жеребцах Заносе и Брев Бое, а также на кобылах Кассе, Десантке и Дочери Букварки. В этом пробеге лошади ежедневно проходили по 120 км, и через 15 дней, после того как жеребцы прошли по 1800 км, а кобылы по 1775, пробег был завершён. После его окончания лошади чувствовали себя отлично.
Специальная подготовка к пробегам занимала до 4 месяцев и заключалась в ежедневной систематической работе с постепенно увеличивающимися нагрузками. Тренировали лошадей в различное время суток. Во время подготовки к пробегам работа рысью занимала не менее 50 % всего времени, а сами пробеги проводились практически только на этом аллюре. В последний период тренинга, предшествующий непосредственно пробегу, готовность лошади нести высокую нагрузку выявляли в одном-двух контрольных пробегах на 60-75 км.
В конце XX века в России начали проводить спортивные соревнования по пробегам, по регламенту приближенные к европейским правилам .

### Конные пробеги в мире
В зарубежных странах первоначально дистанционные испытания лошадей особую популярность получили в США и в Великобритании, где уже в тридцатых годах XX века их проведение было упорядочено и стало проходить под ветеринарным контролем. Однако основной целью этих испытаний были не спортивные состязания, а селекционная работа по разведению лошадей для нужд кавалерии. Например, в США кавалерийских лошадей испытывали на пятидневных 300-мильных (483 км) пробегах, при этом каждая лошадь несла на себе груз более 200 фунтов (91 кг).
Датой рождения пробегов в их современном спортивном виде со строгим ветеринарным контролем можно считать 1955 год, когда Уэнделл Роби с группой всадников преодолел сложнейший путь от озера Тахо до города Оберн (Калифорния) через горный хребет Сьерра-Невады менее чем за сутки. С тех пор спортивные пробеги на 100 миль (160 км) по крутым горным склонам проводятся здесь регулярно и носят название Кубок Тивиса (Tevis Cup). Это одни из самых сложных соревнований по пробегам в мире.
В 60-70-е годы XX века спортивные соревнования по пробегам начали развиваться в Европе, Австралии, Новой Зеландии и ЮАР. Кроме наиболее ответственных и престижных соревнований на 100 миль (160 км), проводилось множество пробегов и на более короткие дистанции, в которых принимали участие как опытные всадники, так и любители. Обязательное наличие строгого ветеринарного контроля стало отличительной особенностью современных пробегов.
С 1978 г. дистанционные конные пробеги как вид конного спорта признан Международной Федерацией конного спорта FEI .
В 90-е годы XX века в пробегах начали принимать участие спортсмены из ОАЭ и других арабских стран. Это обусловило значительный приток капитала и, как следствие, увеличение числа крупных международных соревнований. Дальнейшее бурное развитие этого вида спорта в мире привело к тому, что в настоящее время в рейтинге Международной федерации конного спорта (FEI) конные пробеги занимают второе место после конкура по количеству проводимых международных соревнований. Главные соревнования по пробегам проводятся на Всемирных Конных Играх, Чемпионатах Мира и Чемпионатах Европы.
В 1998 году в ОАЭ состоялся первый Чемпионат Мира по конным пробегам. Конные пробеги в ОАЭ пользуются огромной популярностью, места проведения соревнований очень хорошо оснащены технически,  однако в начале 2015 года из-за большого количества нарушений регламента проведения соревнований по пробегам членство ОАЭ в FEI было приостановлено , и все соревнования в ОАЭ были исключены из календаря FEI . В июле 2015 года членство ОАЭ в FEI было восстановлено, однако в начале 2016 года между FEI и федерацией конного спорта ОАЭ вновь произошли конфликты, которые привели к скандальной отмене международных стартов в Дубае 19 марта 2016 года и к отмене запланированного на декабрь 2016 года Чемпионата Мира по пробегам в ОАЭ.
В 2018 году на Всемирных Конных Играх в Трайоне (США) должен был состояться Чемпионат Мира по конным пробегам, однако из-за множества ошибок и недоразумений в работе оргкомитета и технического делегата соревнования были остановлены, затем стартовали повторно, а затем были отменены с большим скандалом, причём уже после того, как большая часть дистанции была пройдена участниками .
В ноябре 2019 года на Генеральной Ассамблее FEI, которая состоялась в Москве,  были приняты новые правила по дистанционным конным пробегам, а также новая система квалификации официальных лиц FEI - судей, стюардов и ветврачей . Это решение вызвало неоднозначную реакцию пробежного сообщества в мире. Новые правила вводились поэтапно - большей частью с января 2020 года, некоторые - с июля 2020 года и с января 2021 г.
В условиях пандемии Ковид-19 в 2020 году количество соревнований по конным пробегам, как и по многим другим спортивным дисциплинам, резко сократилось. Были отменены или перенесены на неопределённый срок турниры во всех странах. Международная федерация конного спорта разработала ряд мер поддержки спортсменов, официальных лиц и организаторов, в частности, продлила на несколько месяцев время набора и подтверждения квалификаций . C 2021 года количество соревнований по пробегам вновь начало расти.

### Современное состояние пробегов в России
В России ежегодно проводятся десятки соревнований по дистанционным конным пробегам в разных регионах. Международные и всероссийские турниры, такие как Чемпионат и Первенство России, Кубок «Содружество», Кубок России, а также межрегиональные, региональные, муниципальные и клубные соревнования проводились и проводятся в Москве и Московской области, Санкт-Петербурге и Ленинградской области, Владимирской области, Волгоградской области, Иркутской области, Липецкой области, Нижегородской области, Новосибирской области, Пензенской области, Ростовской области, Рязанской области, Самарской области, Тамбовской области, Тверской области, Тульской области, Тюменской области, Алтайском крае, Ставропольском крае, республиках Кабардино-Балкария, Карачаево-Черкесия, Татарстан, Северная Осетия, Адыгея, Дагестан и др. Календарь соревнований по пробегам в России регулярно обновляется на сайтах ФКСР , probegi.ru . О соревнованиях на территории Санкт-Петербурга и Ленинградской области, а также о различных новостях конного спорта сообщает сайт одного из пробежных клубов - КСК "Исток" .
В августе 2022 года Минспорта РФ утвердило новые правила конного спорта, в них ряд изменений коснулся дисциплины "пробеги", в частности, было уменьшено время восстановления лошади на промежуточных этапах дистанций 80-99 км до 15 минут, как это было ранее уже сделано для дистанций 100-160 км.
В декабре 2023 года была утверждена новая редакция российских правил конного спорта. В разделе "Пробеги" были добавлены ограничения дистанций до 80 км в зимнее время, определён статус FNR - успешное завершение соревнований без места, обозначено минимальное количество официальных лиц на турнирах с разным количеством участников.
На официальных соревнованиях по пробегам работают аттестованные спортивные судьи и ветеринарные врачи ФКСР. Каждый член судейской коллегии имеет судейскую категорию (всероссийскую, первую и др.) и специализацию (технический делегат, судья-член Гранд Жюри, судья-стюард, судья-секретарь и др), необходимые для уровня турнира (всероссийский, региональный, муниципальный и др.).  Ветеринарные врачи также имеют обязательную квалификационную категорию для работы на соответствующих турнирах в группе дисциплин "пробеги".
Минимальный набор членов судейской коллегии и их квалификаций для соревнований разного уровня определён в КТСС (квалификационные требования к спортивным судьям) по конному спорту. Минимальный набор ветеринарных врачей определён в правилах по дисциплине.
Все спортивные судьи и ветеринарные врачи ФКСР регулярно участвуют во всероссийских и/или региональных семинарах для повышения квалификации и аттестации (или переаттестации) по различным дисциплинам и специализациям в конном спорте.